# 基爾伯恩
基爾伯恩（英語：Kilburn）是位於英國英格蘭倫敦西北的一個地區名。現在基爾伯恩是一個文化十分多樣的地區，這裡擁有倫敦各地中最高的愛爾蘭人人口比例，並且還有很多加勒比海黑人居住。基爾伯恩是大倫敦地區的35個中心之一。

## 外部連結
- Tourist information （页面存档备份，存于）
- History of Kilburn's Theatres （页面存档备份，存于）